# Навигатор игрового мира
«Навига́тор игрово́го ми́ра» (НИМ) — российский журнал, посвящённый компьютерным играм. Основан в 1997 году Игорем Бойко, Денисом Давыдовым и Сергеем Журавским.
Девиз журнала — «Мы верим — этот мир реален». Также одно время использовался девиз «PC only and forever!», подчёркивавший, что журнал не пишет о консольных играх. От него, как и от этого ограничения, журнал отказался в 2012 году.

## История

### 1990-е
У истоков журнала стояли трое журналистов и геймеров, выпускавших прохождения игр в сборниках серии «Компьютерные игры» от издательства «Аквариум». Первым главным редактором стал Денис Давыдов (в будущем также руководитель «Игромании»), который придумал название, структуру разделов и талисман журнала, Геймера. В конце 1998 года из-за кризиса в стране и невозможности выпускать журнал в срок Давыдов уволился, и с тех пор почти бессменным главным редактором стал Игорь Бойко.
В 1998 году под псевдонимом «старший опер Goblin» в журнале начал публиковаться Дмитрий Пучков. «Навигатор» печатал его тактические руководства по игре в многопользовательский режим шутеров Quake, Quake II и Team Fortress (пользовательскую модификацию Quake). В этих статьях Пучков чередовал конкретные советы с живыми примерами и небольшими художественными вставками.
В 1999 году Пучков опубликовал в «Навигаторе» рассказ «Ground Zero: Санитары подземелий». Хотя главными героями произведения выступают те же персонажи, что и в руководствах Пучкова, «Санитары» резко отличались от его предыдущих статей: обзоры модификаций для Quake и тактики игры в них отошли на второй план, уступая место истории о диверсионной операции землян на планете Строггос.
В журнале также публиковали комиксы Даниила Кузьмичёва и Александра Ерёмина. Самый известный из них, «Секс, насилие, рок-н-ролл», впоследствии полностью выложили на сайте журнала.

### 2000-е
В 2002 году журнал опубликовал рассказ «Цензор» Ивана Тропова, посвященный будущему видеоигр, когда виртуальная реальность станет неотличима от жизни, а цензоры будут вынуждены проходить игры, стараясь достичь максимального уровня жестокости. Рассказ пользовался популярностью у читателей, поэтому в юбилейном сотом номере «Навигатора» было опубликовано продолжение под называнием «Сейва не будет». В 2017 году по мотивам рассказа был снят малобюджетный фильм «Цензор».
Журнал отличается патриотизмом — он чаще конкурентов писал о российских игровых проектах и ставил им в среднем более высокие оценки, по мнению некоторых журналистов. Начиная с 2002 года, каждый майский выпуск журнала посвящался событиям Второй мировой войны, и в номере значительное место выделялось играм данной тематики.
В январском номере за 2005 год был опубликован «Мегапостер» — масштабное произведение постоянного художника «Навигатора», Даниила Кузьмичева. Иллюстрация запечатлела сто героев популярных игр в различных ситуациях, от бытовых до комических. Например, Кейн (глава Братства Нод из Command & Conquer) изображен поливающим тиберий, гидралиск из StarCraft проводит дорожно-ремонтные работы, а Мрачный Жнец Мэнни Калавера (герой Grim Fandango) мирно косит траву бок о бок с Рогатым Жнецом из Dungeon Keeper. В 2008 году была опубликована расширенная версия «Мегапостера», а в 2010 — версия, где число персонажей увеличилось до 150. «Разгадывание» постера (то есть определение, к какой игре относится тот или иной запечатленный персонаж) стало популярным развлечением на многих игровых форумах, в том числе иностранных.

### 2010-е
В 2010—2012 годах журнал пережил кризис: сократился объём, ухудшается качество печати, в два раза упали тиражи. 3 номера вышли в сдвоенном варианте (за 2 месяца). В октябре 2012 года Игорь Бойко даже объявил, что покидает должность главного редактора — его обязанности временно исполнял Константин Подстрешный — но уже в январе 2013-го вернулся на эту должность. Подстрешный и Бойко провели реформу журнала, он отказался от концепции освещения только игр на ПК и стал мультиплатформенным.
В 2014 году главный редактор журнала «Навигатор игрового мира» Игорь Бойко стал первым экспертом из России, которого пригласили в жюри крупнейшей игровой выставки Gamescom.
С конца 2018 года журнал выходит не ежемесячно, а раз в два месяца, и номера не имеют привязки к конкретному месяцу.
После закрытия журналов «Великий Dракон», «Game.EXE» и «Страна игр» «Навигатор» стал старейшим действующим печатным изданием в России, полностью посвящённым компьютерным играм, а с января 2019 года, после закрытия «Игромании» — фактически единственным. При этом информации о бумажном журнале на сайте почти не осталось. Сам журнал выходит без дискового приложения.

## Youtube-канал
Youtube-канал «Навигатора» создан в 2012 году. Первоначально на него выкладывались авторские передачи «Вот же Гаджет!», подкаст «Игроки-здоровяки», «СЕГА DOESN’T», «Звонок другу», видео с игровых выставок, анонсы новых номеров журнала и обзоры игр.
В 2013-2014 годах была создана студия видео-продакшена, в связи с чем Youtube-канал получил вторую жизнь. Значительно повысилось качество съёмки и монтажа. Появились тематические игровые видео (ожидаемые игры, обзоры, ТОПы, настольные игры), распаковки коллекционных изданий, передачи «Навигатор игрового мира» и «Плохие новости» с Борисом Репетуром, стримы игровых новинок.
По состоянию на февраль 2024 года канал имеет аудиторию в 465 тысяч подписчиков и содержит 1300 видео. Помимо прочего, канал является верифицированным.

## Телепроекты
«Навигатор игрового мира» на «3 канале+»

В 2008-2009 годах редакция издания совместно с ТРВК «Московия» выпускала видеоверсию журнала на спутниковом канале «3 канал+». 12-минутная программа строилась следующим образом: первая треть была отдана новостям, далее шла рецензия на новую игру, а в заключительной трети рассказывали о хитах прошлых лет. Несколько раз выходили спецвыпуски, целиком посвященные игровым выставкам. Ведущая — Ольга Долгих. Всего с октября 2008 по апрель 2009 года эфир увидели 62 выпуска.
«Навигатор цифрового мира»

В мае 2013 года передача «Навигатор цифрового мира» начинает выходить на спутниковом канале «Телепутешествия». В еженедельном трёхминутном блоке рассказывается об играх и компьютерном железе. В июле начинаются показы на «Teen TV», а в августе – «HardLifeTV» и «GlobalStarTV». С апреля-сентября 2014 года передача выходит в эфире российских региональных телеканалов «21+» (Чебоксары), «Университет-ТВ» (Москва), «Истоки Инфо» (Орёл), «С1» (Сургут), «РЕН-ТВ Сургут», «СТВ-1+НТВ», «СТВ Башкортостан» (Уфа), «РЕН-ТВ Краснодар», «Твой Пушкинский», «Арт-Видео». Ведущий — Илья Корнейчук, который до этого был редактором журнала CHIP и вел колонку Playlist.Игры в Playboy.
Закрыта в 2016-2017 годах. Вышло около 900 выпусков.
«Навигатор игрового мира» на спутниковых и региональных телеканалах

23 августа 2013 года редакция запускает новый телепроект. 20-минутная еженедельная передача «Навигатор игрового мира» выходит на спутниковых телеканалах Music Box, «Юмор BOX», «О2ТВ», «#ПИКТВ», «ЕГЭ ТВ», «Мужской», а также еще более чем на десяти региональных каналах: «M television» (Уфа), «31 канал» (Челябинск), «ТНТ Владимир», «Вариант» (Владимир), «Самара-ГИС» (Самара), «ТСМ» (Самара), «Про жизнь» (Кемерово), «11 канал» (Пенза), «NEXT TV» (Нефтекамск). Ведущим передачи становится Макс Васильев, который до этого вел «Икону видеоигр» и Виртуалити на MTV Россия. 3 октября 2014 года в «Навигаторе» появляется рубрика «От винта!» с Борисом Репетуром (актер театра и кино) и Антоном Зайцевым (известный журналист и телеведущий). В передаче представлены обзоры видеоигр, съемки и репортажи со всех значимых и важных мероприятий игровой и «железной» индустрии (как российских, так и международных), а также эксклюзивные интервью с ключевыми людьми индустрии развлечений, «звездными» гостями (Анатолий Вассерман, Александр Пушной, Аскольд Запашный, Макс Голополосов и другими).
7 февраля 2017 года программа переименована в «Навигатор цифрового мира» и выходит без ведущего на Youtube-канале и странице «Навигатора» в социальной сети ВКонтакте, а также на спутниковом телеканале «Мужской». Сетка эфиров строится по следующей сетке: премьерный выпуск выходит по пятницам (3 раза в день) и воскресеньям (2 раза в день), повторные – дважды в день на протяжении всей недели, за исключением пятницы – пять раз.
По состоянию на февраль 2024 года вышло 530 выпусков.
«Опергеймер» — совместный проект с Дмитрием «Гоблином» Пучковым

С 20 мая 2013 года редакция выпускает совместный проект с Дмитрием «Гоблином» Пучковым — «Опергеймер».